# Paulpietersburg
Paulpietersburg ist eine Stadt in der südafrikanischen Provinz KwaZulu-Natal. Sie gehört zur Gemeinde eDumbe im Distrikt Zululand. 2011 hatte sie 1859 Einwohner.
Namensgeber der Stadt waren der Präsident Paul Kruger und der General Piet Joubert.

## Geografie
Paulpietersburg liegt im Norden KwaZulu-Natals etwa in der Mitte der Strecke von Durban nach Johannesburg. Orte in der Umgebung sind Vryheid (45 km), Piet Retief (55 km) und Utrecht (66 km). Die Stadt liegt auf einer Höhe von 1128 Metern am Fuß der Dumbe-Berge.
Die durchschnittliche Niederschlagsmenge in Paulpietersburg beträgt 746 Millimeter. Der meiste Niederschlag fällt im Sommer (Oktober bis März). Die geringste Niederschlagsmenge gibt es mit einem Millimeter im Juni. Der meiste Niederschlag fällt im Dezember (134 Millimeter). Die durchschnittliche Höchsttemperatur in Paulpietersburg variiert von 20,2 °C im Juni bis zu 27,3 °C im Januar. Der kälteste Monat ist der Juni. Hier liegen die durchschnittlichen Tiefsttemperaturen nachts bei 4,1 °C.

## Söhne und Töchter der Gemeinde
- Hans Meyer (1925–2020), Schauspieler